# Hearts of Iron IV – Expansion Pass 1
Beim „Expansion Pass 1“ handelt es sich um ein Paket von Erweiterungen im 2016 erschienenen Computerspiel Hearts of Iron IV. Dieses Paket wurde am 3. Oktober 2024 durch einen Trailer vorgestellt und am selben Tag begann der Verkauf.

## Funktionsweise
Mit dem „Expansion Pass“ Programm führt Paradox Interactive eine neue Art des Erweiterungsverkaufes in das Franchise der Hearts of Iron Reihe ein. Dabei findet im Vergleich zu vorherigen Erweiterungen wie "By Blood Alone" (BBA) oder "No Step Back" (NSB) kein Einzelverkauf statt, sondern es ist möglich im Voraus für mehrere Erweiterungen zu bezahlen. Diese werden dann anhand einer Roadmap nacheinander veröffentlicht. Zusätzlich gibt es bei diesem Paket einen exklusiven Inhalt, welcher nur durch den Kauf des Paketes anstatt des Einzelkaufes erhalten werden kann. Die genannte Möglichkeit für den Einzelkauf der Erweiterungen, welche im Rahmen des „Expansion Pass 1“ veröffentlicht werden, bleibt bestehen.

## Inhalt
| Name                 | Erscheinungsdatum               | Beschreibung |
| -------------------- | ------------------------------- | --- |
| Götterdämmerung      | 14. November 2024               | Götterdämmerung fügt neue Fokusbäume für Deutschland, Österreich, Ungarn, Belgien und belgisch Kongo hinzu. Dazu wird das Forschungssystem überarbeitet und es werden speziell Projekte für die Forschung hinzugefügt wie Raketen. |
| Graveyard of Empires | voraussichtlich 1. Quartal 2025 | Neue Fokusbäume für Britisch-Indien, Afghanistan, Irak und Iran. |
| Prototype Vehicles   | voraussichtlich 3. Quartal 2025 | Ein Art-3D-Paket, welches 3D-Modelle für Prototypen Fahr- und Flugzeuge, welche nur in geringer Zahl während des Zweiten Weltkrieges gebaut oder getestet worden sind, enthalten wird.                                             |

| Name                  | Erscheinungsdatum | Beschreibung |
| --------------------- | ----------------- | --- |
| Supporter Pack        | 3. Oktober 2024   | Ein Art-3D-Paket, welches 3 neue Modelle enthält. Diese sind die Panzer-Selbstfahrlafette II, VK.3001 und der superschwere Panzer Löwe. |
| Ride of the Valkyries | 3. Oktober 2024   | Enthält den Ritt der Walküren als Musikstück für die Auswahl des Musikspielers im Spiel.                                                |

Laut des Vorstellungsvideos sollen diese Erweiterungen nur durch den Kauf des „Expansion Pass 1“ erhältlich sein, jedoch ist auf den jeweiligen Steam-Seiten folgender Kommentar eingefügt: "Diese Inhalte können möglicherweise zu einem späteren Zeitpunkt einzeln erworben werden." Aufgrund dessen ist es unklar ob dieser Inhalt exklusiv bleiben wird.